# Разлив (село)
Разлив е село в Западна България. То се намира в община Правец, Софийска област. Разлив е второто по брой население село в Община Правец, след село Джурово, със своите 617 души.

## География
Село Разлив се намира в Западна България, на около 4 км западно от град Правец, и на около 8 км източно от град Ботевград. Селото е граница на Правешкото и Ботевградското поле.
Селото попада в зоната на умереноконтиненталния климат с годишен сбор от валежи 746 мм, който е по-висок от средните за страната. Валежите са сравнително добре балансирани през годината – зимните са 113 мм, пролетните – 215 мм, летните – 256 мм, и есенните – 162 мм. Средногодишната температура е 10,8 °C. Температурата на най-студения месец – януари е със средна стойност 1,4 °C, а най-топлият месец – юли, е със средна величина 21,6 °C. Ясното време и слънчевото греене в котловината се измерва на 2160 часа в годината. Значителен е броят на слънчевите дни в късна есен и през зимата. Дните с мъгла са малко – едва от 7 до 10-годишно.

## История
Село Разлив е сравнително ново селище, възникнало от обединяването и обособяването в периода 1952 – 1965 г. на правешките махали Орешака и Бистрица. Именувано е на разливната местност Разлива, намираща се край шосето Ботевград – Правец, което отделя двете махали една от друга.
Интересно е да се отбележи, че при именуването на новообразуваното село вместо местния автентичен топоним „Разлива“, конюнктурно е предпочетен вариантът „Разлив“: „Разлив“ е железопътна станция и селище на р. Сестра, на 34 км от Санкт-Петербург, Русия. В района на петербургския Разлив през лятото на 1917 г. са се укривали преследваните от Привременното руско правителство болшевишки ръководители В. И. Ленин и Г. Е. Зиновиев.

## Религии
В преобладаващата си част населението село Разлив традиционно изповядва източноправославното християнство.

## Обществени институции
В селото е построен дом за временно настаняване на деца който е именуван ДОВДЛРГ „Св. Иван Рилски“ и училище „Христо Ботев“.

## Културни и природни забележителности
Паметникът на антифашистите, местността кюнеца, могила.
Крепостта Боровец е разположена в местността „Боровец“ на около 4 км северно от село Разлив. Тя се намира на билото на възвишение с надморска височина 847,88 м., и е заграждала площ от около 4 дка. Голямата денивелация на терена прави крепостта трудно достъпна от всички страни. Резултати от теренното археологическо проучване дават нова, важна информация за изграждането на Старопланинската укрепителна система в през V-VI в. Стратегическото местоположение на крепостта „Боровец“ позволявала пряка визуална връзка към другите големи крепости в района – „Урвич“ при с. Боженица, крепостта „Острома“.

## Личности
- Иван Кошинов (1927 – 2008), български офицер, генерал-лейтенант

## Галерия
- Снимки от село Разлив
- Църквата
- Домът за временно настаняване на деца
- Паметникът на антифашистите
- Връх Голям Боровéц със следи от антична и средновековна крепост
- Останки от помещения в цитаделата на крепостта Боровéц